# Liedtsplein
Het Liedtsplein (Frans: Place Liedts) is een driehoekig plein in de Brusselse gemeente Schaarbeek.
Het plein bevindt zich op de Paleizenstraat, die het Kasteel van Laken met het Koninklijk Paleis van Brussel verbindt en draagt de naam van baron Charles Liedts, een Belgisch liberaal politicus. Via de Koninginnelaan kijkt men recht uit op de Onze-Lieve-Vrouwekerk in Laken.
Het Liedtsplein vormt een belangrijke halte voor het openbaar vervoer in Schaarbeek. Tramlijnen 25, 32 en 55 hebben er een halte. De nieuwe metrolijn 3 zal er in de toekomst een halte hebben.

## Trivia
De Nederlandse schilder Louis Artan woonde een tijdje op het Liedtsplein.